# Picobuthus dundoni
Espèce
Picobuthus dundoni est une espèce de scorpions de la famille des Buthidae.

## Distribution
Cette espèce est endémique d'Oman. Elle se rencontre à Wahiba et Wadi Qitbit de 90 à 210 m d'altitude dans le Rub al-Khali.

## Description
Le mâle holotype mesure 16,00 mm et la femelle paratype 17,72 mm.

## Étymologie
Cette espèce est nommée en l'honneur de Jim Dundon.

## Publication originale
- Lowe, 2010 : « New picobuthoid scorpions (Scorpiones: Buthidae) from Oman. » Euscorpius, no 93, p. 1-53 (texte intégral).